# Павел Попов (архитект)
Вижте пояснителната страница за други значения на Павел Попов.
Павел Попов е български архитект и архитектурен критик.

## Биография
Роден е през 1945 г. в София. Завършва архитектура във ВИАС. Общински съветник от Движение „Гергьовден“ в Столичния общински съвет (2000 – 2003). Преподава във Висшия институт по архитектура и строителство (след 1992 г. – Университета по архитектура, строителство и геодезия) от 1974 г. Лекциите му са свързани главно с архитектурна композиция и история на архитектурата. Води основно упражненията в началния курс „Основи на архитектурното проектиране“, предназначен за студенти 1 и 2 курс.
Работил е в Куба и Ирак.
Собственик от 1990 г. на архитектурно студио „Арконада.“ Член на Камарата на архитектите в България. От 2003 до 2007 г. е председател на Комисията по професионална етика към КАБ.
Автор е на еднофамилни сгради, училището „Йордан Йовков“ в с. Рибново в Родопите, на автосервизи с школа за шофьори и други сгради. През 1990 – 1991 г. прави заданието за конкурса за Общия план на София.
Не членува в политически партии. В периода 2000-2003 г. е общински съветник в Столичния общински съвет от квотата на Движение „Гергьовден“.
На изборите за кмет на София през 2009 г. е предложен от партията Ред, законност и справедливост. Получава 2,82% от вота на избирателите.
Има трима сина и дъщеря.
Умира на 16 юни 2022 г.